# Joseph Cilley

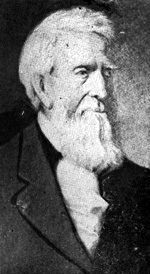
Joseph Cilley

Joseph Cilley (* 4. Januar 1791 in Nottingham, Rockingham County, New Hampshire; † 16. September 1887 ebenda) war ein US-amerikanischer Politiker, der den Bundesstaat New Hampshire im US-Senat vertrat.
Joseph Cilley wurde nach seinem Großvater benannt, Joseph Cilley, der als Offizier der Kontinentalarmee im Unabhängigkeitskrieg gekämpft hatte und später dem Senat von New Hampshire angehörte. Sein Onkel Bradbury Cilley saß für New Hampshire im Repräsentantenhaus der Vereinigten Staaten, sein jüngerer Bruder Jonathan als Vertreter des Staates Maine.
Nachdem er seine schulische Ausbildung an der Atkinson Academy abgeschlossen hatte, trat Joseph Cilley der US Army bei und kämpfte während des Britisch-Amerikanischen Krieges als Offizier eines Infanterieregiments. Unter anderem nahm er an der Schlacht bei Chrysler’s Farm teil und wurde während der Schlacht bei Lundy’s Lane verwundet: Eine Musketenkugel traf ihn ins Bein und verursachte einen Knochenbruch. Später erhielt er den Brevet-Rang eines Captain und wurde 1817 Quartiermeister der Miliz von New Hampshire; 1821 stieg er zum Divisionsinspektor auf.
Im Anschluss an seine militärische Laufbahn fungierte Cilley zunächst im Jahr 1827 als Adjutant von New Hampshires Gouverneur Benjamin Pierce. Nach dem Rücktritt von US-Senator Levi Woodbury wurde er als Demokrat zu dessen regulärem Nachfolger gewählt; am 13. Juni 1846 löste er in diesem Amt den kommissarisch ernannten Benning W. Jenness ab. Cilley, der zwischenzeitlich auch der kurzlebigen Liberty Party angehörte, verblieb nur bis zum 3. März 1847 im Kongress, da er beim Versuch der Wiederwahl am Free-Soil-Kandidaten John Parker Hale scheiterte. Danach setzte er sich auf seiner Farm in Nottingham zur Ruhe. Zum Zeitpunkt seines Todes im September 1887 war er der älteste ehemalige US-Senator.